# 이미테이션 게임
이미테이션 게임(영어: The Imitation Game)은 2014년에 공개된 영화이다. 노르웨이 출신의 모르텐 튈둠이 감독하고, 그레이엄 무어가 각본을 썼다. 수학자 앤드루 호지스의 작품이 원작이며, 베네딕트 컴버배치가 주인공 앨런 튜링 역을 맡았다. 이미테이션 게임은 제2차 세계대전 시기에 개발된 엘런 튜닝의 암호 해독기에 관한 내용이다.

## 줄거리
1951년, 경찰은 앨런 튜링의 집에 침입한 것으로 보이는 사건을 수사한다. 심문 중에 튜링은 제2차 세계 대전 동안 블레츨리 파크에서 했던 자신의 일에 대해 이야기한다.
1928년, 어린 튜링은 기숙학교에서 끊임없이 괴롭힘을 당한다. 암호학에 대한 그의 관심을 불러일으킨 크리스토퍼 모컴과 우정을 쌓으면서 그는 곧 연애 감정을 발전시킨다. 그러나 크리스토퍼는 곧 결핵으로 사망한다.
1939년 영국이 독일에 선전포고하자, 튜링은 사령관 알라스테어 데니스턴의 지휘 아래 블레츨리 파크에 있는 휴 알렉산더, 존 케언크로스, 피터 힐턴, 키스 퍼먼, 찰스 리처드로 구성된 암호 해독 팀에 합류한다. 그들은 나치들이 암호화된 메시지를 보내는 데 사용하는 에니그마 기계를 분석해야 한다.
동료들을 열등하다고 생각하고 함께 일하기 어려워하는 튜링은 혼자서 에니그마 메시지를 해독할 기계를 설계한다. 데니스턴이 기계 제작 비용 10만 파운드를 지원하는 것을 거부하자, 튜링은 윈스턴 처칠 총리에게 연락하고 그는 튜링을 팀 리더로 임명하고 필요한 자금을 제공한다. 튜링은 퍼먼과 리처드를 해고하고 신문에 어려운 십자말풀이를 내어 대체 인력을 찾기 위한 시험으로 사용한다.
케임브리지 대학 졸업생인 조안 클라크는 튜링의 시험을 통과하지만, 그녀의 가족은 그녀가 남자 암호 해독가들과 함께 일하는 것을 허락하지 않는다. 튜링은 그녀가 메시지를 가로채는 여성들과 함께 생활하며 일하도록 주선하고, 자신의 계획을 그녀와 공유한다. 클라크는 튜링이 다른 사람들에게 마음을 열도록 돕고, 그들은 그를 존경하기 시작한다.
튜링이 크리스토퍼라고 명명한 그의 기계는 완성되지만, 에니그마 암호화 설정을 충분히 빨리 알아낼 수 없다. 독일군이 매일 설정을 초기화하기 때문이다. 데니스턴은 기계를 파괴하고 튜링을 해고하라고 명령하지만, 다른 암호 해독가들은 튜링이 떠나면 자신들도 떠나겠다고 위협한다.
클라크가 부모님 때문에 떠나려고 하자, 튜링은 청혼하고 그녀는 받아들인다. 약혼 파티에서 튜링은 케언크로스에게 자신이 동성애자임을 확인시켜주고, 케언크로스는 그에게 비밀로 하라고 조언한다.
같은 독일 암호 해독가로부터 메시지를 받는 것에 대해 이야기하는 사무원을 우연히 듣게 된 튜링은 깨달음을 얻는다. 그는 기계를 프로그래밍하여 특정 메시지에 이미 존재하는 단어를 해독할 수 있다. 독일 암호 해독가는 항상 첫 메시지를 표준 평문 독일어 스크립트로 시작하여, 크리스토퍼가 그날의 모든 메시지를 빠르게 해독할 수 있을 만큼 충분한 에니그마 코드를 노출시킨다. 기계를 재조정하자, 메시지는 빠르게 해독되고 암호 해독가들은 축하한다.
호송대가 공격받으려 한다는 것을 알게 된 튜링은 만약 그들이 이를 막기 위해 갑자기 반응한다면 독일군이 에니그마가 해독되었다는 것을 알고 변경할 것이라는 것을 깨닫는다. 따라서 팀은 해독된 모든 메시지에 따라 행동할 수 없으므로, 피터가 그의 형제가 호송대에 속해 있음에도 불구하고 간청함에도 불구하고 그들은 호송대를 구하기 위해 행동하지 않는다. 튜링은 파괴를 최대화하고 탐지를 최소화하기 위해 보낼 경고를 선택하는 통계 모델을 만든다.
케언크로스가 소련 스파이라는 것을 알게 된 튜링은 그를 대면한다. 그는 소련이 동맹국이며 같은 목표를 위해 일한다고 주장하고, 튜링의 성 정체성을 폭로하겠다고 위협한다. 최고 MI6 요원인 스튜어트 멘지스가 클라크를 위협하는 것처럼 보이자, 튜링은 케언크로스가 스파이임을 밝힌다. 멘지스는 이미 알고 있었으며, 영국의 이익을 위해 소련에 잘못된 정보를 흘리고 있었다.
튜링은 클라크에게 블레츨리 파크를 떠나라고 촉구하며 자신이 동성애자라고 말한다. 그녀는 항상 의심했지만 어쨌든 함께 행복했을 것이라고 주장한다. 그녀의 안전을 염려한 튜링은 그녀를 전혀 신경 쓰지 않았으며, 단지 그녀의 암호 해독 기술을 이용했을 뿐이라고 말한다.
상심했지만, 클라크는 얼마나 중요한 일인지 알기에 계속 머문다. 그녀는 튜링이나 부모님이 원하는 대로 하거나, 그들이 그녀의 결정을 어떻게 생각하든 굴복하지 않는다.
전쟁 후, 멘지스는 MI6가 정부가 깨지지 않는 암호 기계를 가지고 있다고 믿게 하고 싶어 했으므로 암호 해독가들에게 증거를 파괴하도록 한다. 팀은 다시는 만나거나 자신들이 한 일을 공유해서는 안 된다.
1952년, 튜링은 외설죄로 유죄 판결을 받고 감옥 대신 화학적 거세를 받는다. 이는 그가 계속해서 연구를 할 수 있도록 하기 위함이었다. 클라크는 그를 방문하여 그의 신체적, 정신적 쇠약을 목격하고 그를 위로하려고 노력한다.
에필로그는 튜링이 정부 명령에 따른 호르몬 치료 1년 후인 1954년 6월 7일 자살했음을 보여준다. 2013년, 엘리자베스 2세 여왕은 그에게 사후 왕실 사면을 내렸다. 역사가들은 에니그마 해독이 전쟁을 2년 이상 단축시켜 1,400만 명 이상의 생명을 구했으며, 튜링의 작업이 오늘날의 컴퓨터 발전에 중요한 단계였다고 추정한다.

## 배역
- 베네딕트 컴버배치 - 앨런 튜링 역
- 키이라 나이틀리 - 조앤 클라크 역
- 매슈 구드 - 휴 알렉산더 역
- 로리 키니어 - 녹 형사 역
- 찰스 댄스 - 알라스테어 데니스톤 역
- 마크 스트롱 - 스튜어트 멘지스 역

## 같이 보기
- 앨런 튜링
- 베네딕트 컴버배치
- 뷰티풀 마인드
- 페르마의 밀실